# Fehérhátú keselyű
A fehérhátú keselyű (Gyps africanus)  a madarak osztályának  vágómadár-alakúak (Accipitriformes) rendjébe és a vágómadárfélék (Accipitridae) családjába tartozó faj.

## Rendszerezése
A fajt Tommaso Salvadori olasz ornitológus írta le 1865-ben.

## Előfordulása
Afrikában a Szahara alatti területeken honos. Természetes élőhelyei a szubtrópusi, és trópusi száraz erdő, szavannák, gyepek, cserjések és sivatagokak. Állandó, nem vonuló faj.

## Megjelenése
Testhossza 94 centiméter, szárnyfesztávolsága 218–220 centiméter, testtömege pedig 4200–7200 gramm.
|  |  |

## Életmódja
Nappal aktív, ekkor keresi a levegőben körözve táplálékát. Röpte jellegzetes, szárnyverdesés nélküli keringés. Éles látásának köszönhetően nagy távolságokból képes rátalálni a táplálékául szolgáló elhullott állattetemekre.

## Szaporodása
Fészekalja egyetlen tojásból áll.
|  |

## Természetvédelmi helyzete
Az elterjedési területe rendkívül nagy, egyedszáma még nagyon nagy, de gyorsan csökken. A Természetvédelmi Világszövetség Vörös listáján súlyosan veszélyeztetett fajként szerepel.
Összehangolt tenyésztéssel próbálják meg megmenteni a fajt. Európában az Európai Állatkertek és Akváriumok Szövetsége felügyelete alá tartozó Európai Veszélyeztetett Fajok Programja (EEP) keretében tenyésztik a faj egyedeit.